# Anochetus sedilloti
Anochetus sedilloti är en myrart som beskrevs av Carlo Emery 1884. Anochetus sedilloti ingår i släktet Anochetus och familjen myror. Inga underarter finns listade i Catalogue of Life.

## Bildgalleri

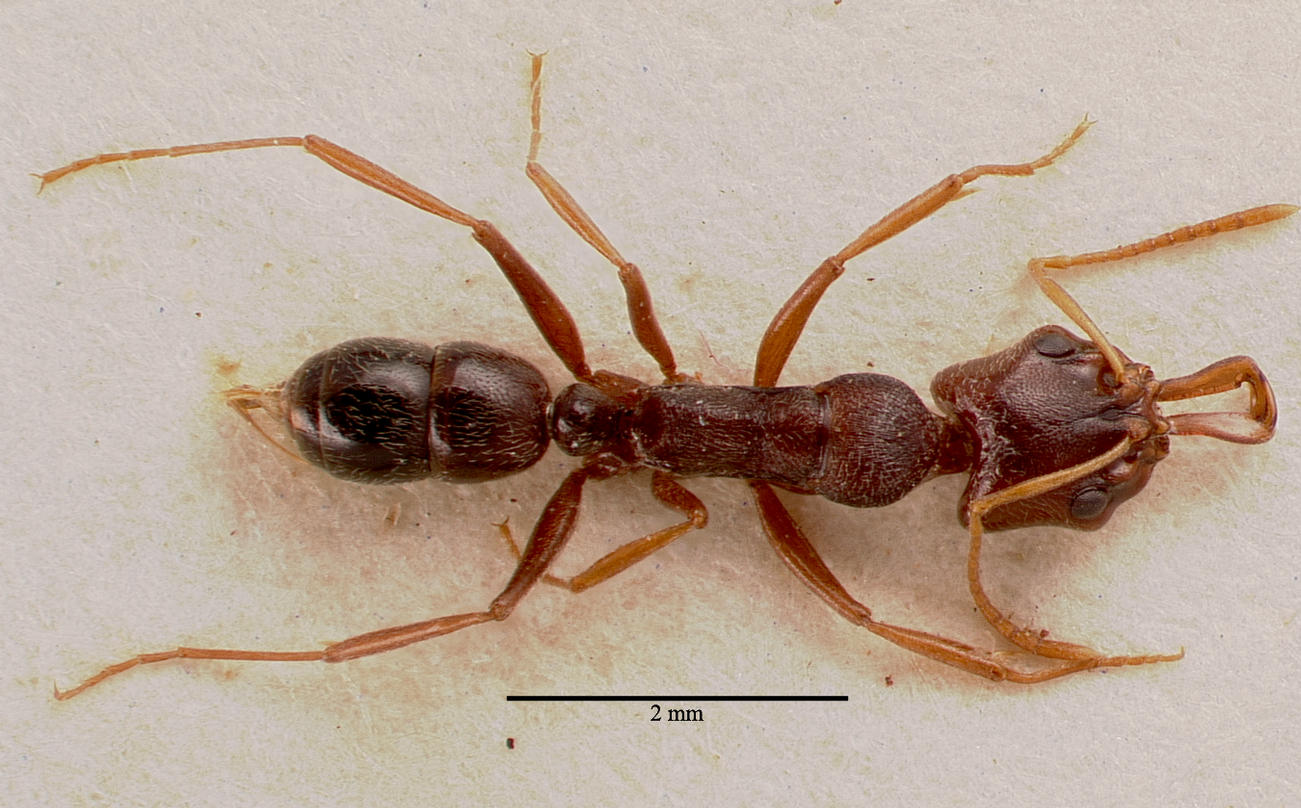
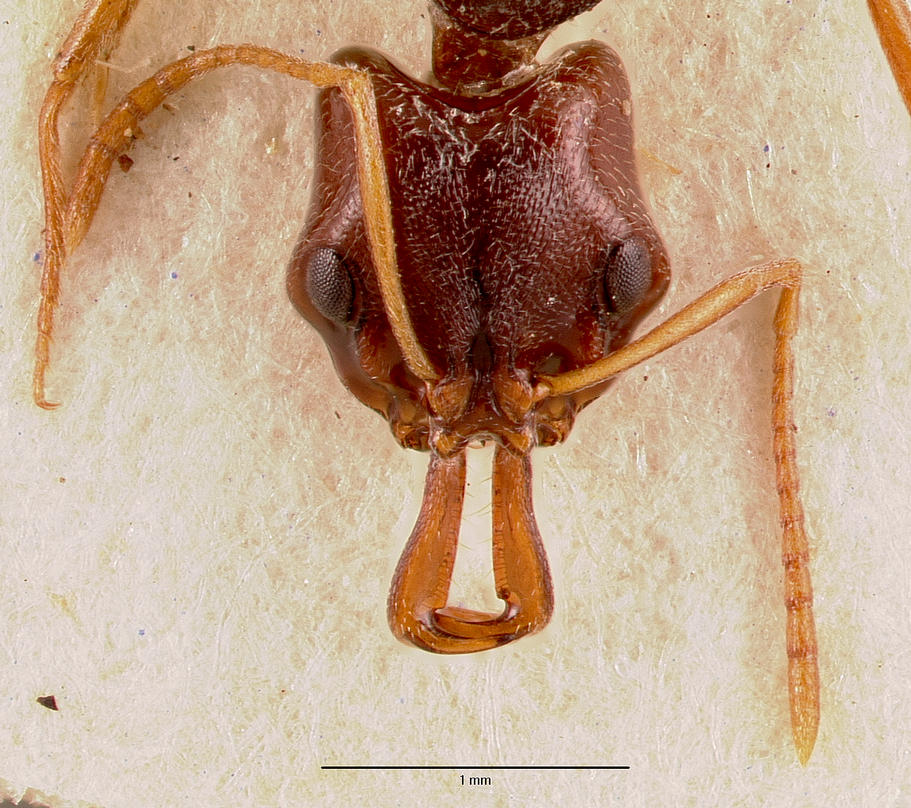
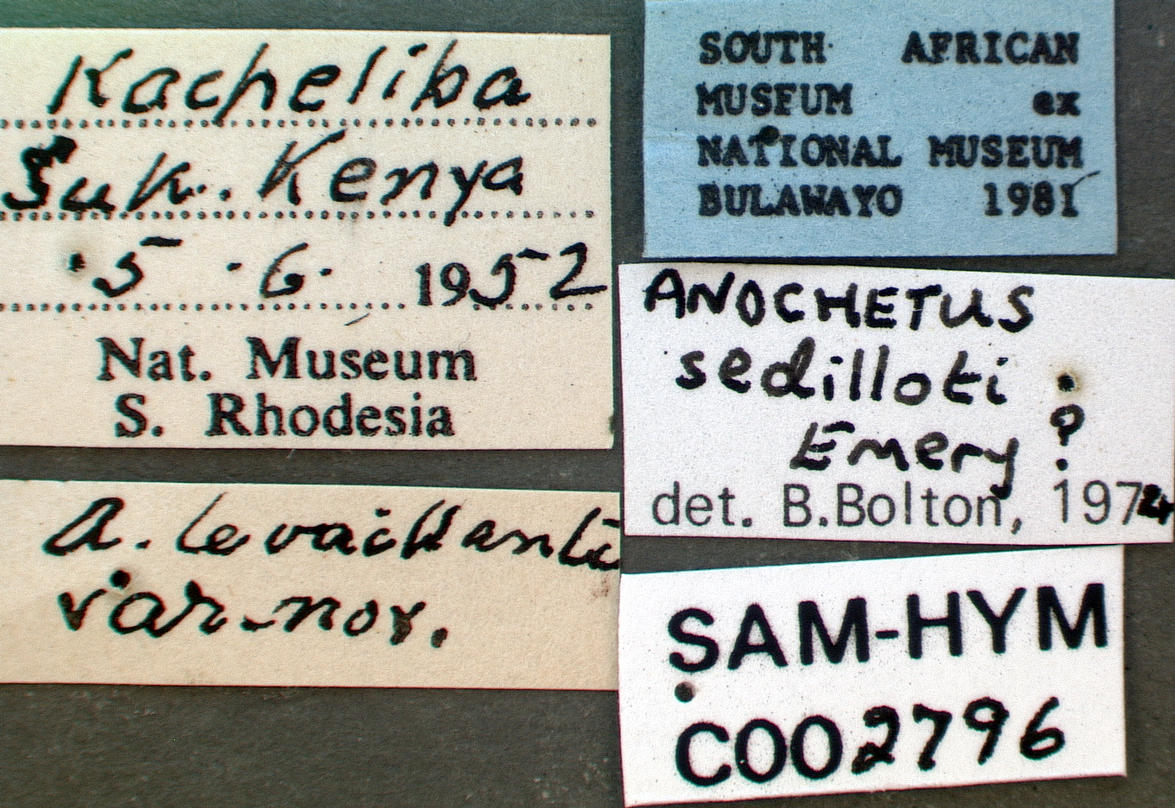
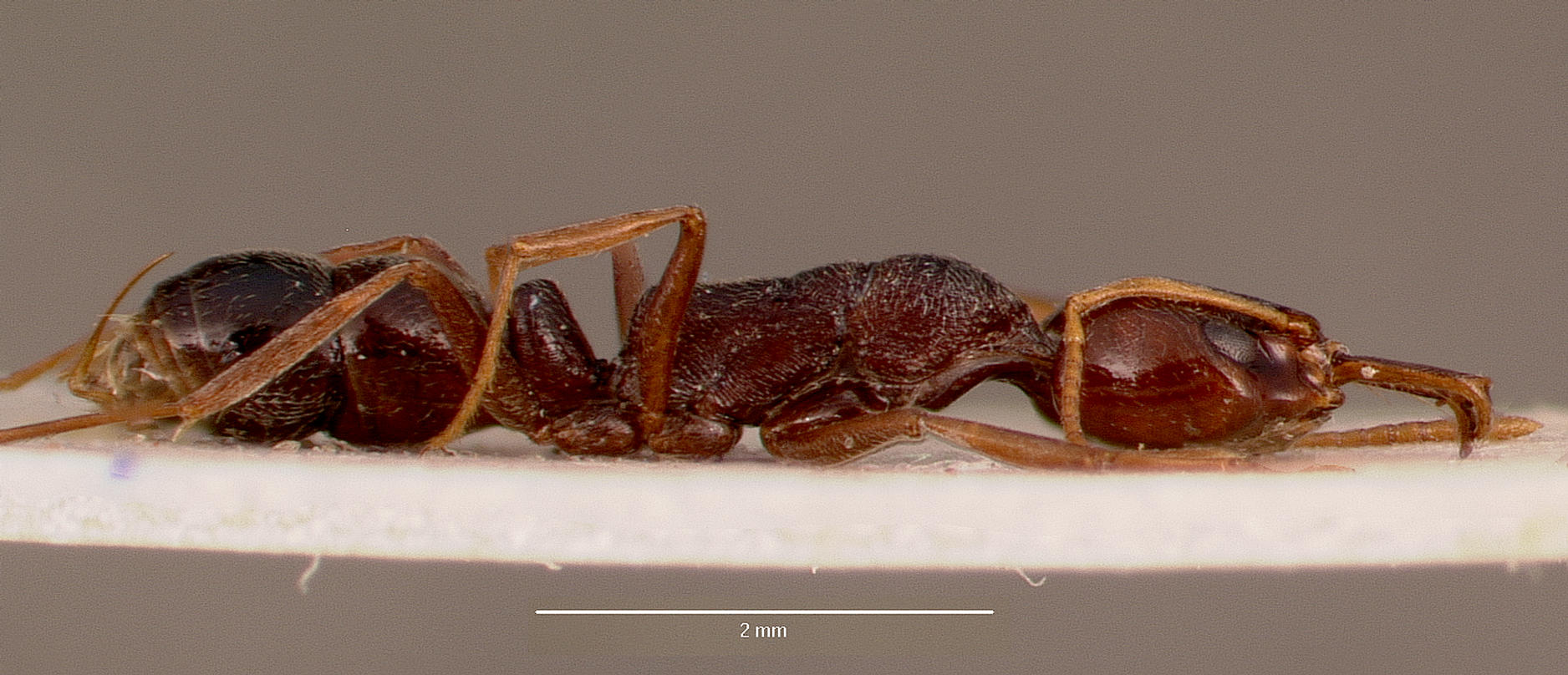